# Los archivos del cardenal
Los archivos del cardenal es una serie de televisión chilena que se estrenó el 21 de julio de 2011 en Televisión Nacional de Chile y se basó en el trabajo de defensa de los derechos humanos que realizó la Vicaría de la Solidaridad durante la dictadura militar del general Augusto Pinochet (1973-1990). La historia original es de la periodista Josefina Fernández, dirigida por Nicolás Acuña y protagonizada por Benjamín Vicuña, Daniela Ramírez, Néstor Cantillana, Francisco Melo y Alejandro Trejo. La primera temporada contó con 12 episodios, consiguiendo una audiencia de 17,5 puntos en su primer capítulo. El último episodio de la temporada consiguió 8,0 puntos, y fue emitido en vivo en el Museo de la Memoria y los Derechos Humanos ante más de 2000 personas en una proyección de pantalla gigante.
Tras arrasar en la entrega de los Premios Altazor 2012 (mejor guion, mejor director, mejor actriz y mejor actor), su director Nicolás Acuña anunció la renovación de la serie para una segunda temporada. Esta, que consta de 12 episodios, fue estrenada el domingo 9 de marzo de 2014, marcando un promedio de 6,5 puntos, generando la molestia del elenco y de la producción por el horario de emisión del capítulo.
Recibió un aclamado aplauso y críticas positivas de las redes sociales, prensa y del gremio actoral a la destacable actuación de Luz Jiménez en el primer capítulo de la primera temporada.[cita requerida]

## Argumento
Los archivos del Cardenal es una serie de ficción, pero está basada en hechos reales.
La serie cuenta la historia del abogado Ramón Sarmiento (Benjamín Vicuña) y la asistente social Laura Pedregal (Daniela Ramírez), ambos trabajadores de la Vicaría de la Solidaridad, organismo fundado por el cardenal Raúl Silva Henríquez y que tenía como misión asesorar a las familias de las víctimas en la defensa de los derechos humanos durante la dictadura militar chilena, existente entre 1973 y 1990. En esta institución las asistentes sociales tenían como tarea el recibir a perseguidos políticos y a los familiares de estos, especialmente de los detenidos desaparecidos. Posteriormente, los abogados tenían el trabajo de interponer acciones legales como recursos de amparo que tenían por objeto la protección de las personas.
La primera temporada de la serie parte con Ramón Sarmiento, abogado y miembro de una familia de clase alta que había sufrido la expropiación de sus haciendas durante la Reforma agraria bajo el gobierno de Eduardo Frei Montalva. Investigando respecto a la aparición de osamentas en una hacienda cercana a la suya, Sarmiento conoce a Laura Pedregal, quien trabaja en la Vicaría junto a su padre, Carlos Pedregal (Alejandro Trejo). Juntos comienzan a involucrarse en la historias de los perseguidos por los agentes de seguridad de la dictadura, como la Central Nacional de Informaciones, con la dirección del vicario Cristián (Francisco Melo), papel inspirando en la historia del sacerdote Cristián Precht.

## Origen
La idea original corresponde a Josefina Fernández, cuyo padre era abogado externo de la Vicaría de la Solidaridad. Después de leer los tres tomos del libro Chile. La memoria prohibida (1989), escrito por Eugenio Ahumada, Augusto Góngora y Rodrigo Atria —uno de los primeros documentos sobre las violaciones a los derechos humanos ocurridas durante la dictadura y anterior al Informe Rettig— se dio cuenta de que los testimonios, por su intensidad y dramatismo, perfectamente podrían convertirse en capítulos de una serie.
La serie es ficción, pero está basada en hechos reales. El Centro de Investigación y Publicaciones (CIP) de la Facultad de Comunicación y Letras de la Universidad Diego Portales rescataban esos casos reales y a algunos de sus protagonistas, así como dar cuenta de cómo fueron cubiertos los hechos por los principales medios de prensa de la época.

## Temporadas
| Temporada | Día y hora    | Episodios | Estreno             | Estreno      | Final                 | Final        |
| Temporada | Día y hora    | Episodios | Fecha               | Espectadores | Fecha                 | Espectadores |
| --------- | ------------- | --------- | ------------------- | ------------ | --------------------- | ------------ |
| 1         | Jueves 22:00  | 12        | 21 de julio de 2011 | 17,5         | 13 de octubre de 2011 | 8,0          |
| 2         | Domingo 23:00 | 12        | 9 de marzo de 2014  | 6,5          | 25 de mayo de 2014    |              |

## Elenco
- Benjamín Vicuña como Ramón Sarmiento Correa (T1-T2).
- Daniela Ramírez como Laura Pedregal Spencer (T1-T2).
- Néstor Cantillana como Manuel Gallardo / Comandante Esteban (T1-T2).
- Iván Álvarez de Araya como Mauro Pastene (T1-T2).
- Francisco Melo como Cristián Precht (T1-T2).
- Paulina García como Mónica Spencer (T1-T2).
- Alejandro Trejo como Carlos Pedregal (T1-T2).
- Edgardo Bruna como Marco Sarmiento (T1-T2).
- Consuelo Holzapfel como Julia Correa (T1-T2).
- Natalia Grez como Francisca Sarmiento Correa (T1-T2).
- Daniel Kiblisky como Juan José Sarmiento Correa (T1-T2).
- Víctor Montero como Troglo (T1-T2).
- Mateo Iribarren como Lawrence Martínez (T1-T2).
- Carmina Riego como Norma Allende (T1-T2).
- Daniela Lhorente como Andrea Fuentealba (T2).
- Francisco Reyes como Eduardo Varela Canóvas (T2).
- Roberto Farías como Marcelo Alarcón (T2).
- Erto Pantoja como Guillermo Reyes, "El Rucio" (T2).
- Elvira Cristi como Estela Rossi (T2).
- Juan Pablo Miranda como Javier Bustos (T2).
- Gregory Cohen como Padre Marchant (T2).
- José Secall como Sergio Valech (T2).
- Liliana García como Isabel Larraín (T2).
- Hernán Cubillos como Pedro (T2).

Aparición especial:
- Luz Jiménez como Ana Rojas.
- Claudia Cabezas como Alicia Carvallo / Fabiana.
- Paula Zúñiga como Rosa Mardones.
- Luz Croxatto como Rafaella Troncoso.
- Alejandro Goic como Jaime Troncoso.
- Gonzalo Canelo como Pablo Catrileo.
- Hugo Vásquez como Pierre Dubois.
- Víctor Rojas como Raúl Silva Henríquez.

## Realizadores
- Idea original: Josefina Fernández
- Director: Nicolás Acuña
- Dirección de producción: Úrsula Budnik
- Productor ejecutivo: Rony Goldschmied, Úrsula Budnik
- Guion: Nona Fernández, Luis Emilio Guzmán, Enrique Videla, Valeria Vargas, Larissa Contreras

## Recepción

### Primera temporada
El presidente de Renovación Nacional, Carlos Larraín, aprovechó una reunión del comité político ampliado que se realizó en La Moneda para expresar su molestia por la emisión en TVN de Los archivos del Cardenal.

“La serie toma hechos que ocurrieron exactamente hace 40 años, pero que tiene connotación política evidente; la izquierda como víctima, y eso es lo que le da pábulo para actuar en política con cierto sentido de superioridad”
Carlos Larrain, 13 de julio de 2011

Y agregó: "Qué interesante habría sido una teleserie de lo que habría ocurrido si los admiradores de Lenin, Stalin y Fidel Castro se hubieran afirmado en el poder".
Al día siguiente del estreno, el diputado de Renovación Nacional Alberto Cardemil realizó un duro cuestionamiento de TVN a raíz de la exhibición de  'Los archivos del Cardenal.

“Durante los últimos 20 años, se fue organizando en ese medio una clase periodística (uso expresión como sinónimo de la que se adjudica a los políticos) de centroizquierda dura y protagonista, que maneja la línea editorial, informativa y reporteril con una clara intención favorable a la Concertación o a lo que quede de ella”
Alberto Cardemil, 22 de julio de 2011

Respecto a Los archivos del Cardenal, Cardemil expresa en su columna: 

"El contexto e intención de la serie (técnicamente admirable, con jovencito terrorista puro y mal hablado, cura no pedófilo, niña idealista, agricultor avergonzado de ser patrón, juez implacable con los uniformes, suspenso en la música de fondo y nicotina ambiental que recuerda el buen cine francés) es un abuso de platas públicas, y vulnera, de punta a punta, las propias ´orientaciones programáticas y editoriales´ de TVN, que la obliga a la presentación equilibrada de hechos y opiniones, reconociendo la diversidad de perspectivas y sensibilidades que se dan en el país´, amén de promover la ‘unidad’, el pluralismo’, objetividad y ‘rigurosidad en la explicación de los hechos’"
Alberto Cardemil, 22 de julio de 2011

El diputado PPD, Tucapel Jiménez Fuentes, se refirió a las críticas de su colega Cardemil señalando que “un país sin memoria no tiene futuro”. El hijo del sindicalista Tucapel Jiménez Alfaro, asesinado por agentes del Estado en 1982, respondió también a las críticas del diputado RN:

“Hoy levantan la voz quienes callaron cuando en nuestro país se cometían los crímenes más atroces, justificando de cualquier manera las violaciones a los DDHH que se cometieron cuando ellos eran parte de la dictadura". Agregó que "“aquellos que dicen no haberse enterado de lo que ocurría en el país, aquellos que vivieron esa época y la han olvidado y especialmente los jóvenes. Todos quienes queremos un país sano del alma con verdad, con justicia, sin borrar nuestro pasado, para que nunca más vuelva Chile a vivir los horrores que le tocó sobrevivir durante 17 años”.
Tucapel Jiménez Fuentes, 22 de julio de 2011

#### Acto cultural en el Museo de la Memoria
El 13 de octubre del 2011, en el Museo de la Memoria y los Derechos Humanos se juntó el equipo realizador de la serie junto con una gran cantidad de gente, miembros de organismos de derechos humanos, para ver el último capítulo de la serie de la primera temporada. Antes de la proyección, se leyó una carta de saludo de Estela Ortiz, viuda de José Manuel Parada, uno de los tres profesionales asesinados, exfuncionario de la Vicaría de la Solidaridad, en cuyo caso se inspiró el último capítulo. Estuvo presente el director de la serie Nicolás Acuña quien agradeció al equipo realizador y a los actores. Cerró la jornada el cantautor Manuel García, quien junto al músico Camilo Salinas interpretaron las canciones Déjame pasar la vida y Te recuerdo Amanda de Víctor Jara.
En el acto estaba presente la hija de José Manuel Parada, Javiera, quien ante el último capítulo de la serie, dedicado al caso de su padre, declaró: “Es muy difícil ver sucesos que marcaron mi vida, que significaron el término de mi infancia, que significaron un quiebre en mi familia del cual uno no se repone, pero al mismo tiempo es muy emocionante verlo en un Chile que hoy está haciendo cambios”. El diputado Tucapel Jiménez Fuentes, hijo del líder sindical Tucapel Jiménez Alfaro, cuyo caso recreó uno de los capítulos, opinó sobre el significado de esta serie para un sector de la ciudadanía: “Hay gente que vivió estos años de dictadura y horror y se olvidaron, y hay gente que vivió esos años y nunca creyeron lo que estaban viviendo en Chile. Entonces para ellos yo creo que es importante”. Estuvo presente también la expresidenta de la Agrupación de Familiares de Detenidos Desaparecidos, Viviana Díaz, quien valoró “el aporte que está haciendo Televisión Nacional para la recuperación de la memoria en nuestro país. Es muy importante. Creo que esa serie va a contribuir a que los jóvenes que no vivieron esa época tan dura y difícil de nuestro país, la conozcan”.

#### Lanzamiento del DVD de la 1.ª temporada y libro, en el Museo de la Memoria
El 15 de diciembre del 2011, en el Museo de la Memoria y los Derechos Humanos, se lanzó el DVD de la 1.ª temporada de la serie junto con el libro Los archivos del Cardenal. Casos Reales, que reúne 18 investigaciones periodísticas realizadas por la Escuela de Periodismo de la Universidad Diego Portales en colaboración con CIPER sobre los hechos y el trabajo de la Vicaría de la Solidaridad que inspiraron la teleserie transmitida por TVN. Presentaron el libro y el DVD el rector de la UDP Carlos Peña, y el director del Centro de Estudios Públicos (CEP), Arturo Fontaine Talavera, además del director Nicolás Acuña y la periodista Andrea Insunza, quien encabezó el proyecto de los Casos de los Archivos del Cardenal. El equipo que realizó los artículos que forman en el libro estuvo dirigido por Andrea Insunza y Javier Ortega, ambos investigadores de la UDP, y contó con la participación de la directora de CIPER Mónica González y los periodistas Francisca Skoknic, Juan Cristóbal Peña, Alejandra Matus y Ana María Sanhueza. Además, se sumaron a las investigaciones los estudiantes Daniel Arrieta, Javiera Matus y Jordan Jopia.

#### Premios Altazor 2012
Los archivos del Cardenal obtuvo los siguientes Premios Altazor 2012 en la categoría Artes audiovisuales, Televisión: Dirección, correspondientes a Nicolás Acuña y Juan Ignacio Sabatini; Guion para el equipo conformado por Josefina Fernández, Nona Fernández y Luis Emilio Guzmán, mientras Daniela Ramírez logró el galardón a la Mejor Actriz y Alejandro Trejo al Mejor Actor.

### Segunda temporada
La segunda temporada de la serie se inició con el reencuentro de Laura y Ramón 15 meses después, del fin de la primera temporada.  Ramón ha tomado el rol que dejó Carlos Pedregal en la Vicaría de la Solidaridad, contando ahora con la ayuda de dos nuevos abogados, Andrea y Javier. Mónica empieza a exigir justicia en el caso de su marido, caso que deberá investigar un juez, el Juez Varela interpretado por Francisco Reyes. Este rol está inspirado en el juez José Canóvas que investigó el caso Degollados, como también el juez Carlos Cerda. El nuevo rol de vicario lo asumió el actor José Secall, que por los años en que transcurre esta segunda temporada está inspirado en el trabajo que realizó el vicario Sergio Valech La Segunda temporada constó de 12 capítulos. El domingo 25 de mayo del 2014, se presentó el último capítulo de la de la segunda temporada de los “Archivos del Cardenal”, fueron 2 capítulos que se emitieron el mismo día, en forma seguida. Este capítulo tuvo 6,2 unidades de índice de audiencia en línea promedio. Una cifra que estuvo debajo de los 11,6 puntos que logró en la primera temporada.

#### Lanzamiento del DVD de la 2.ª temporada y libro, en la Feria del Libro de Santiago
El 8 de noviembre del 2014, en la Feria del Libro de Santiago, se lanzó el DVD de la 2.ª temporada de la serie junto con el libro Los archivos del Cardenal. Casos Reales, que reunió las investigaciones periodísticas realizadas por el Equipo de Investigación de la página web Casos Vicaría. Presentaron el libro y el DVD el director de prensa de TVN, Alberto Luengo y el sacerdote jesuita Felipe Berrios los editores de esta investigación son los periodistas Andrea Insunza y Javier Ortega.

## Banda sonora
Para promocionar la serie se estrenó el videoclip del grupo Los Bunkers quienes interpretan el tema central de Los archivos del Cardenal. La canción Santiago de Chile, de Silvio Rodríguez, fue compuesta en 1975 y forma parte del disco tributo de Los Bunkers al cantautor cubano, Música libre del que tocan, además, otras composiciones cuando finalizan los capítulos.
- Los Bunkers - Santiago de Chile (Tema principal)
- Los Jaivas - Mira niñita (Tema de Laura y Manuel)
- Los Bunkers - El Necio
- Los Bunkers - Ángel para un final
- Francis Cabrel - La quiero a morir
- Roberto Carlos - Cóncavo y convexo
- León Gieco - Solo le pido a Dios
- Los Bunkers - La Era está pariendo un corazón
- Quilapayun - Yo Te Nombro Libertad
- Manuel García - Dejame Pasar la Vida (Canción final último capítulo)